# Карл Драйс
Барон Карл Драйз (повне ім'я — барон Карл Фрідріх Крістіан Людвіг Драйз фон Зауерброн) (нім. Karl Drais; 29 квітня 1785, Карлсруе, — 10 грудня 1851, там же) — німецький винахідник. Серед його винаходів велосипед і друкарська машинка. Винайшов також залізничний засіб пересування, що був названий «дрезиною».

## Біографія

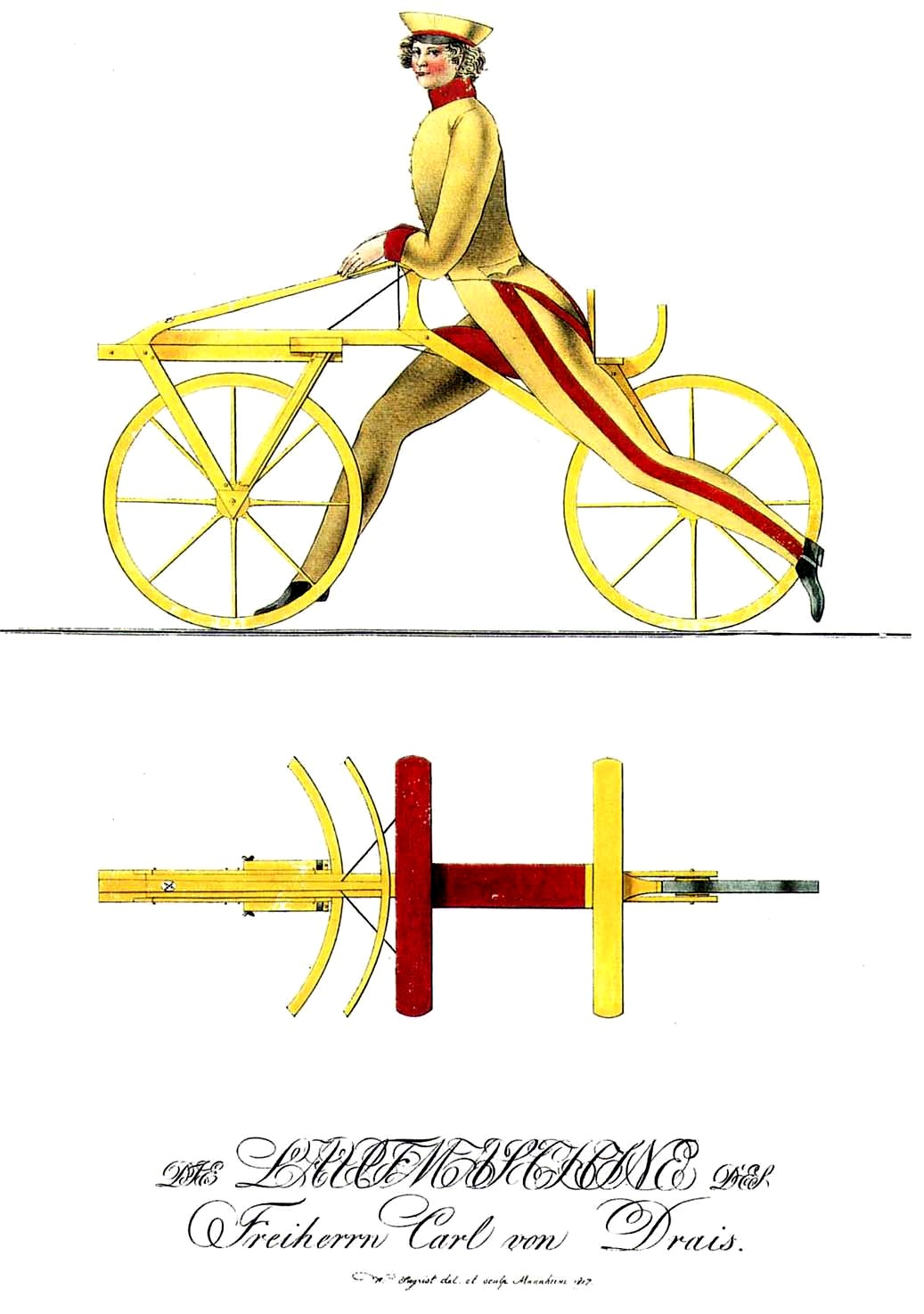
Дрезина Карла Драйса, 1817

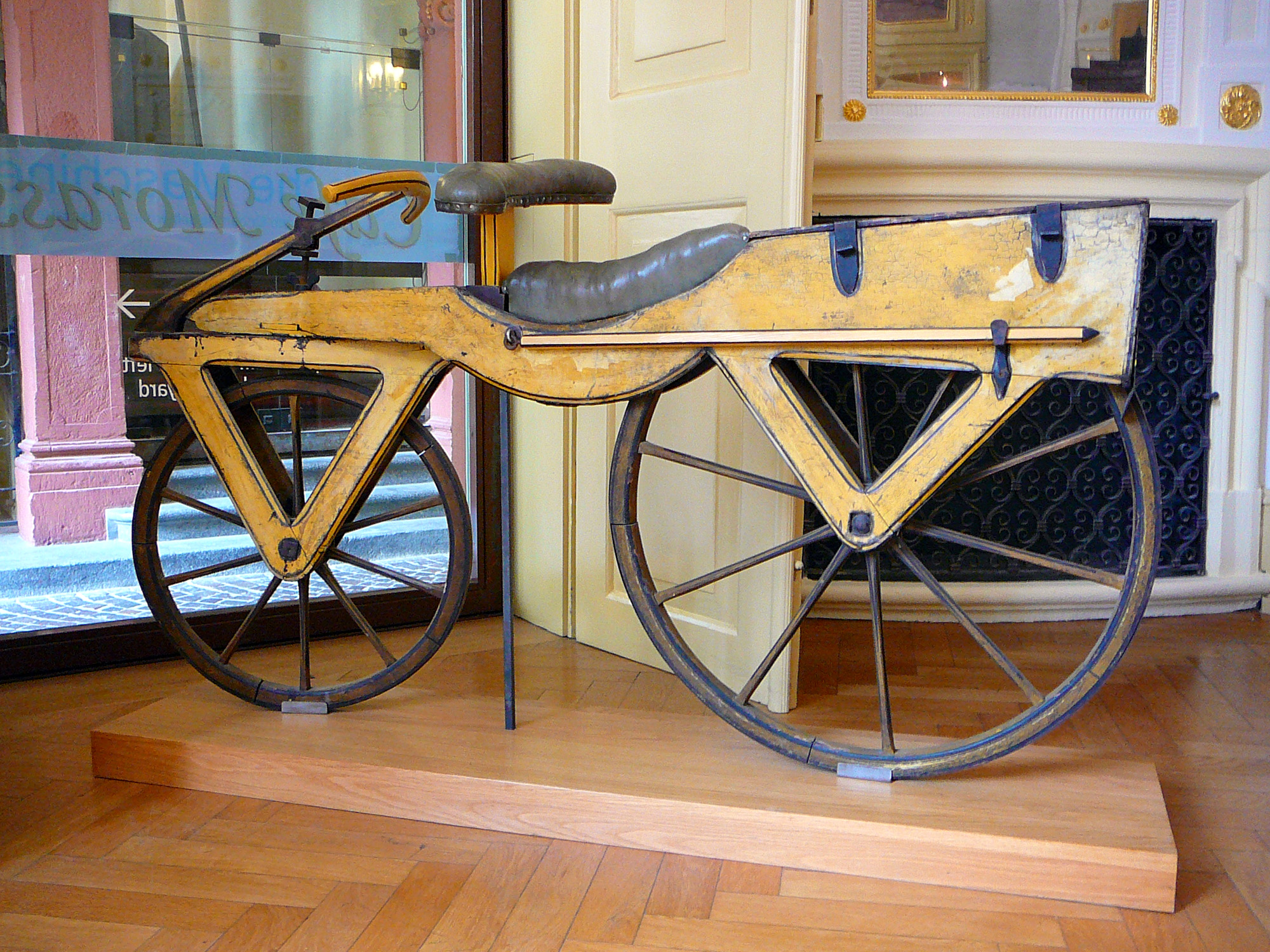
Дрезина близько 1820

У 1803—1805 роках вивчав архітектуру, фізику і сільське господарство в Гайдельберзькому університеті, основаному курфюрстом Пфальцу Рупрехтом I.
У 1817 році створив перший самокат, який він назвав «машиною для ходьби». На сьогодні схожа конструкція отримала назву «біговел». Самокат був обладнаний сідлом і кермом. Винахід Драйса назвали на його честь дрезиною, і це слово використовується і понині. У 1818 році він отримав патент на цей винахід.